# Primera Comunió (Picasso)
Primera Comunió és un quadre del 1896 de Pablo Picasso dipositat al Museu Picasso de Barcelona.

## Context històric i artístic
El setembre del 1895 la família Ruiz-Picasso s'instal·la definitivament a Barcelona, on el pare obté una plaça de professor de l'Escola de Belles Arts de la Llotja. Pablo continua els estudis iniciats a La Corunya. Els dos anys que hi assisteix consoliden la formació acadèmica del jove.
Tutelat pel pare, realitza Primera Comunió, una tela de format molt més ambiciós que el que treballa habitualment. Li serveix d'entrada en el món artístic oficial en presentar-la a l'Exposició de Belles Arts i Indústries Artístiques de Barcelona. El certamen li comporta la primera crítica important de la premsa. Diu que és "obra d'un novell en el qual s'adverteix sentiment en els personatges principals i traços apuntats amb fermesa".

## Descripció
El tema d'aquest oli sobre tela de 118 × 166 cm és totalment convencional: la comunió de la seua germana Lola. La nena està agenollada al reclinatori llegint el missal. És apadrinada per un senyor força semblant al seu pare, per bé que molt sovint se l'identifica amb el doctor Vilches, un amic de la família i pare d'en Pere, l'escolà que hi ha al presbiteri posant un ram de flors a l'altar. Picasso dedica un altre oli a aquest nen, que situa al presbiteri apagant les espelmes del canelobre de darrere el ram. L'obra, que pertany al Museu de Montserrat, enllaça amb un oli del Museu Picasso de Barcelona: Un escolà donant oli a una vella, i els seus esbossos preparatoris.
La composició té una factura i una cromàtica totalment academicistes. Va precedida d'uns dibuixos preparatoris. Tots aquests, com també el conjunt de dibuixos i pintures de tema eclesiàstic que realitza aleshores, bona part dels quals són al Museu Picasso de Barcelona, mostren que l'art religiós és potencialment profitós dins l'ambient artístic on es mou.
Va elaborar la tela al taller de la plaça Universitat, 5, que tenia José Garnelo Alda (1866-1944), professor, amic i company del pare, i pintor especialitzat en temes sagrats i moralitzants. Tres anys abans, Garnelo havia pintat Figura, una nena vestida de primera comunió asseguda, amb el missal a les mans.
Primera Comunió fou donat per l'artista al Museu Picasso de Barcelona l'any 1970.